# Aloe plicatilis
Aloe plicatilis é uma espécie de liliopsida do gênero Aloe, pertencente à família Asphodelaceae.